# Carrefour de la Croix-Catelan
Le carrefour de la Croix-Catelan est une voie située dans le 16e arrondissement de Paris, en France.

## Situation et accès
Il se trouve dans le bois de Boulogne, à la jonction du chemin de la Croix-Catelan et de la route de Suresnes.
Il a donné son nom au jardin du Pré-Catelan, qu'il borde.

## Origine du nom et historique

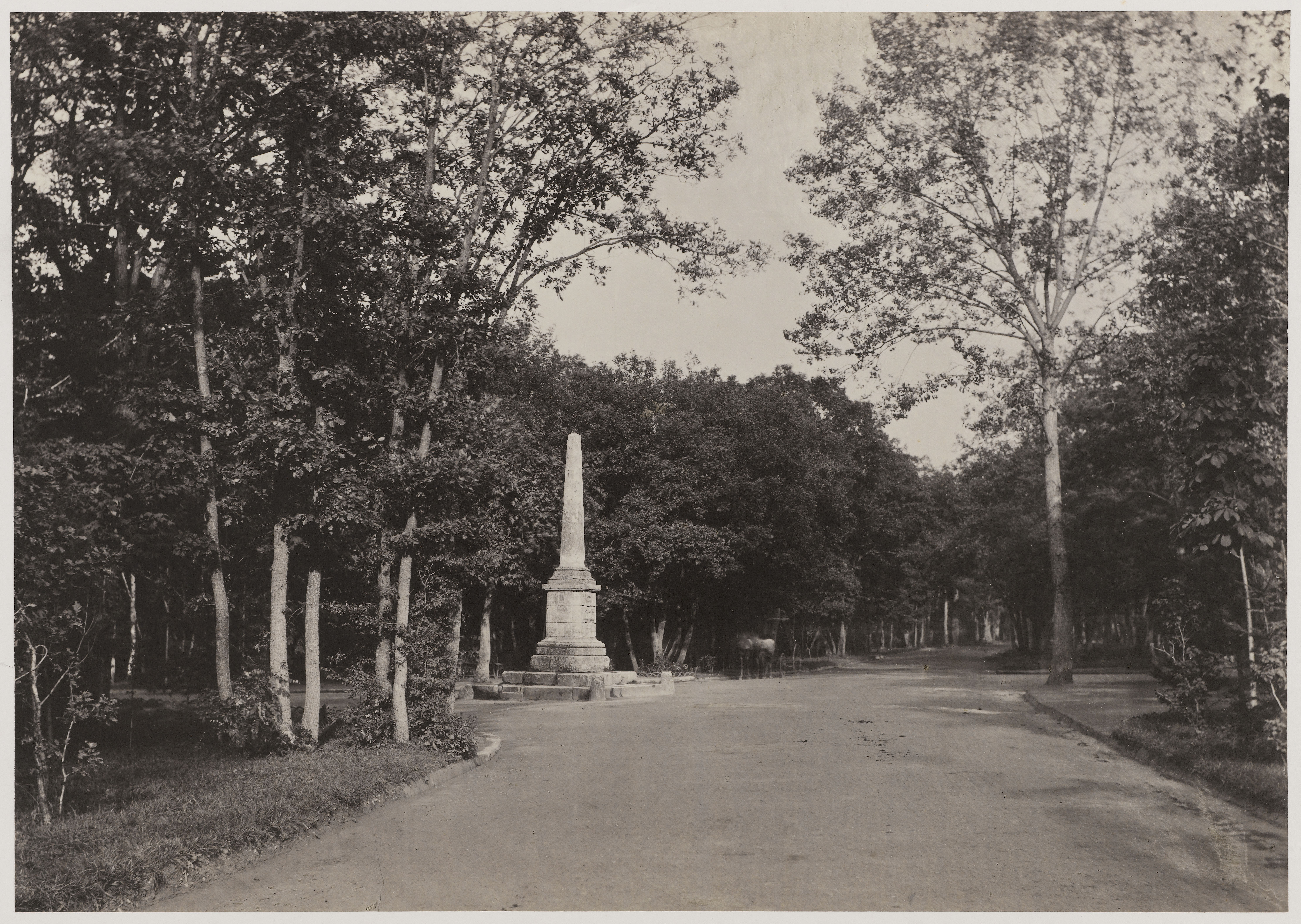
Le carrefour au XIXe siècle.

Selon une légende, le nom du Pré-Catelan proviendrait d'un troubadour nommé Arnault Catelan, qui serait mort en 1312 alors qu'il apportait au roi Philippe le Bel des cadeaux de la part de Béatrice de Savoie,, épouse du comte de Provence (une autre source parle de « Bérengère de Provence »),.
Le roi aurait en effet souhaité divertir sa cour et aurait demandé à la dame de lui envoyer ce célèbre troubadour, qui transportait avec lui un coffret. Séjournant dans son manoir de Passy, Philippe lui délègue alors une escorte, afin de lui permettre de traverser la forêt (actuel bois de Boulogne) en sécurité. Mais les soldats, imaginant que le coffret contient des objets précieux, tuent le troubadour. En réalité il n'y a dans la boîte que des parfums et des élixirs. Les soldats les ayant utilisés sont ainsi démasqués et finissent sur le bûcher. Le roi aurait ensuite fait construire une croix sur le lieu du massacre en mémoire de Catelan, sur l'actuel. À la fin du XIXe siècle, il aurait été encore possible de distinguer les armes de la Provence sur son socle.
En réalité, il est plus vraisemblable que ce nom de lieu rappelle la mémoire de Théophile de Catelan de Sablionnières, capitaine des chasses du château de Madrid et du bois de Boulogne sous Louis XIV et résidant du château de la Muette. La « croix Catelan » aurait donc été édifiée en souvenir de ce personnage. De fait, à l'époque, on installait des croix sur les grands carrefours de la forêt dédiés à des personnes liées à son histoire. Le 14 juillet 1790, toutes furent détruites, sauf celles-ci.
Au bord du carrefour se trouve un pavillon ancien, comme il en existe de nombreux dans le bois de Boulogne, construits pendant la seconde moitié du XIXe siècle dans le cadre des travaux haussmanniens, sous lesquels le bois de Boulogne est réaménagé. Il a accueilli le restaurant Le Relais du bois de Boulogne mais est de nos jours désaffecté.

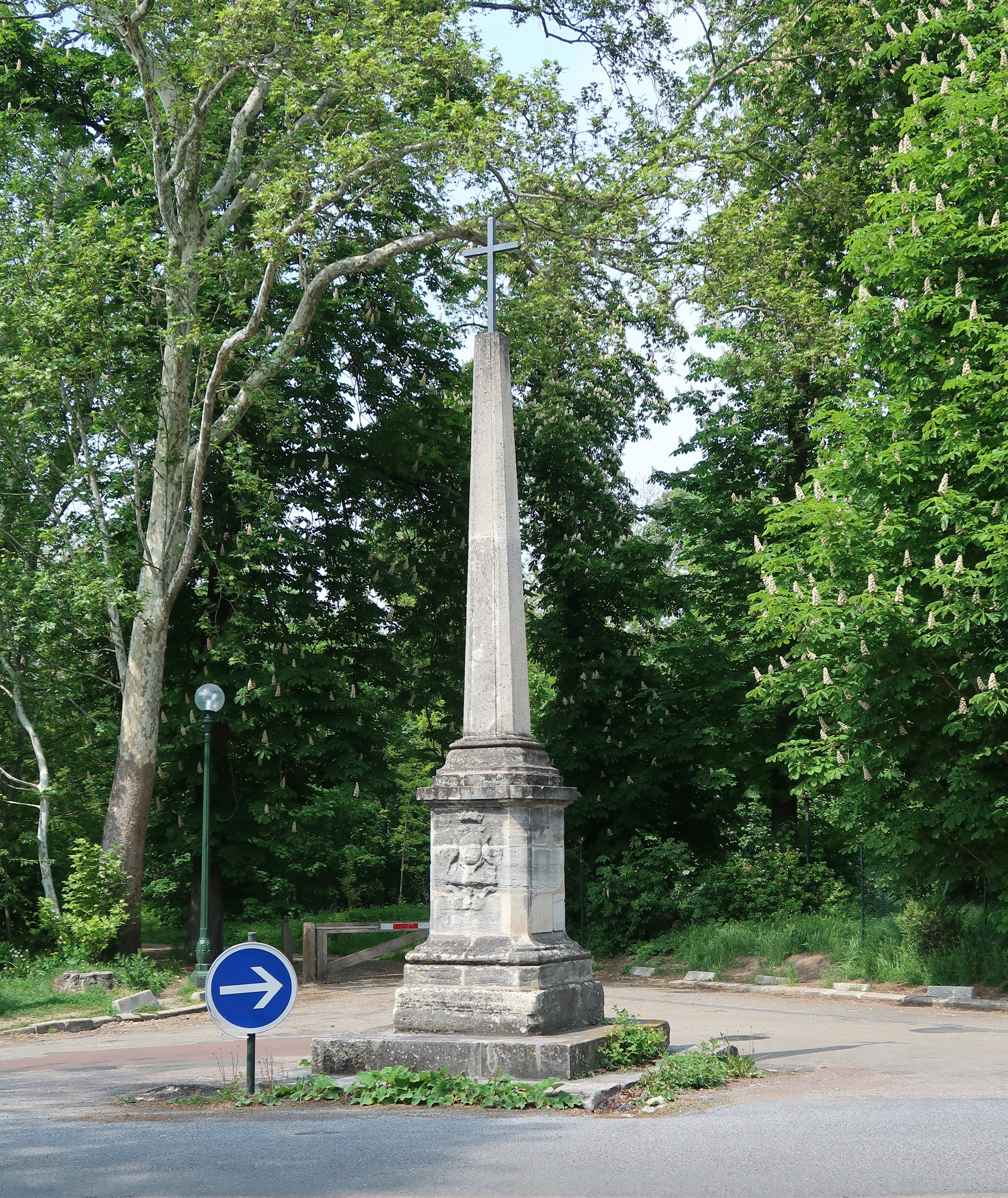
La croix.
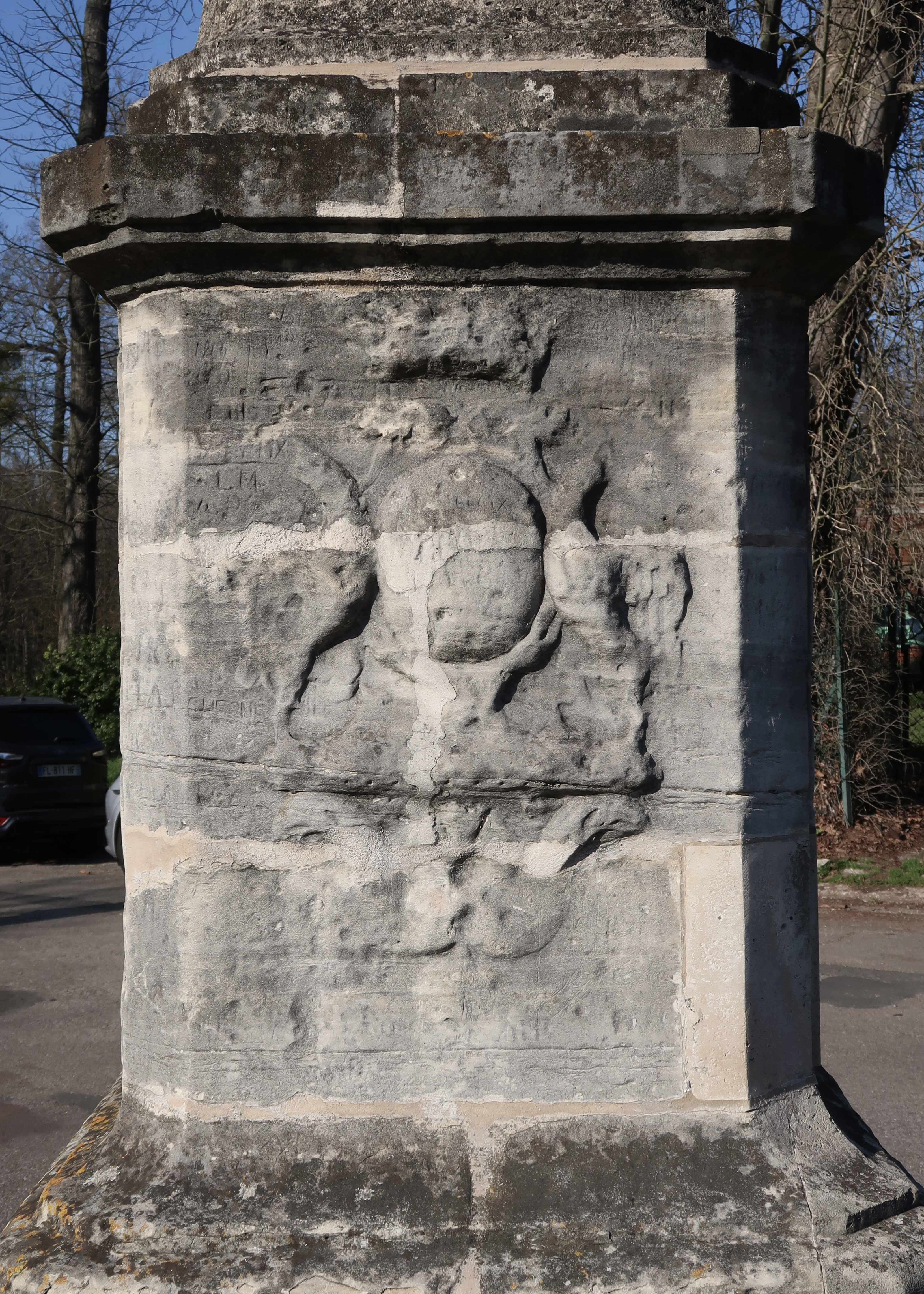
Détail.
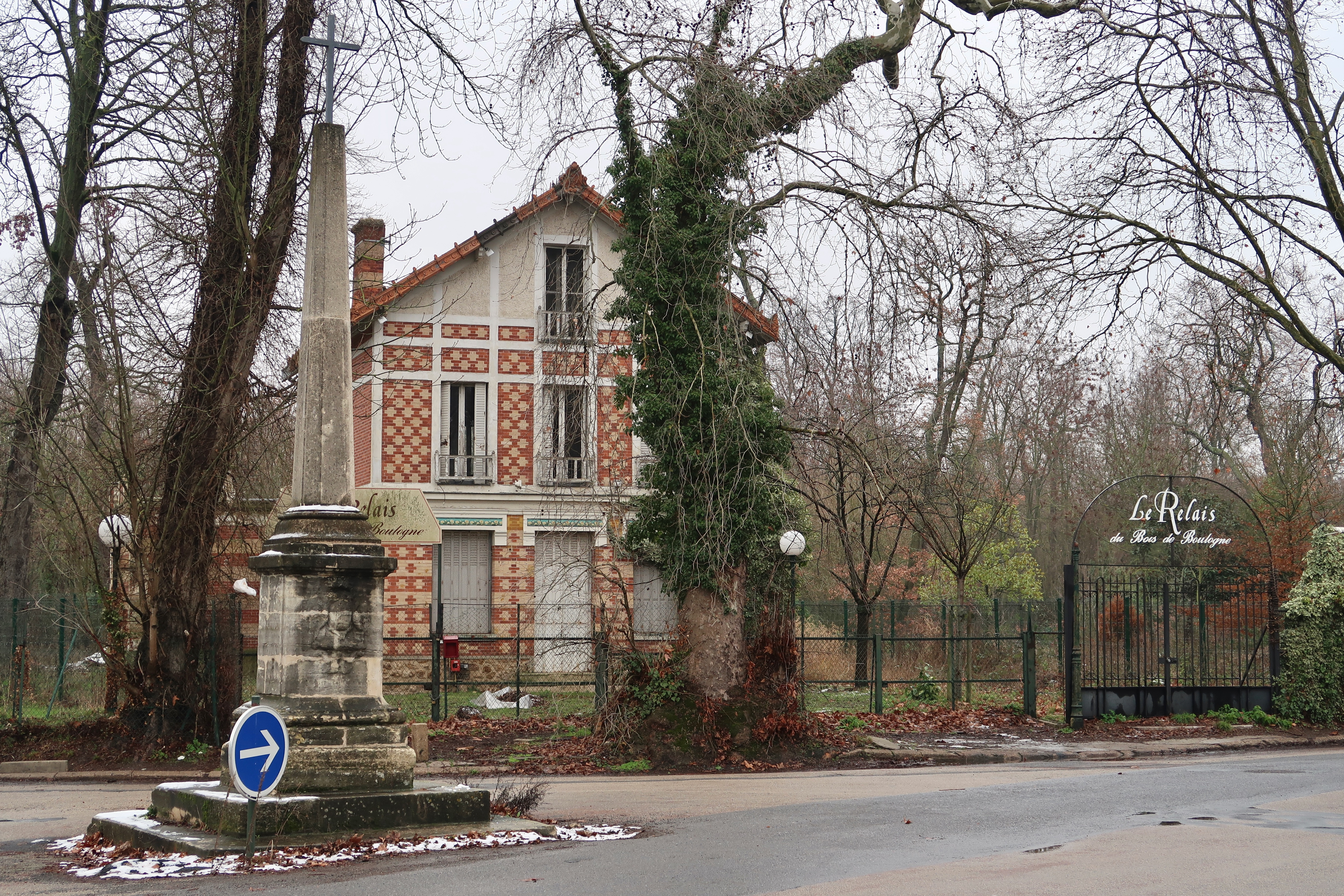
La croix et l'ancien restaurant Le Relais du bois de Boulogne.
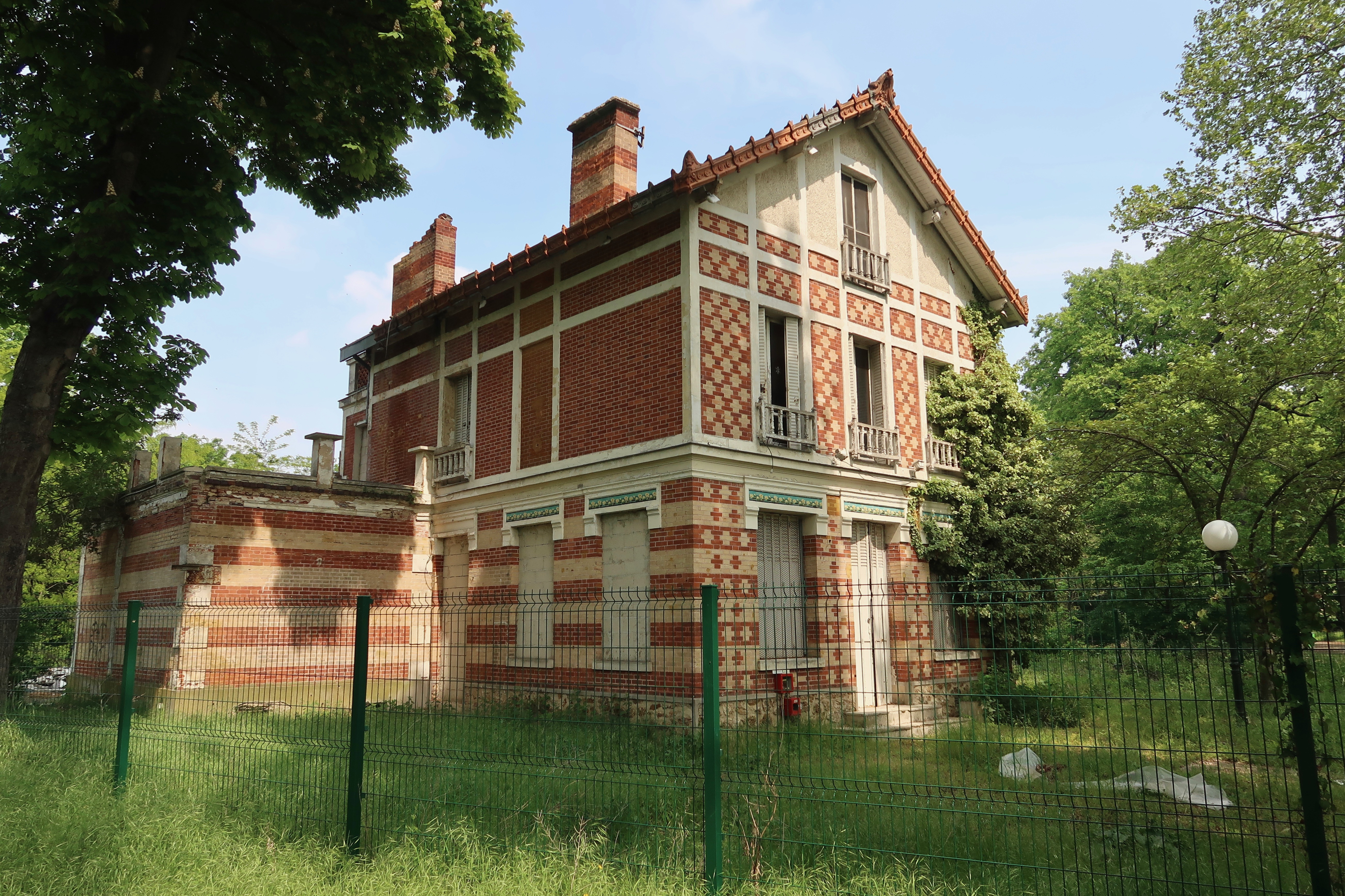
Détail du bâtiment.